# ダルトン・アカデミー校 ウォーブラーズ
ダルトン・アカデミー校 ウォーブラーズ（ダルトン・アカデミーこう ウォーブラーズ、英語：The Dalton Academy Warblers）は、アメリカ合衆国のグリークラブ。オハイオ州ウェスタービルにある架空の私立学校にあるア・カペラグリークラブである。

## 概説
彼らは『グリー』でシーズン2の「初めてのキス」で初登場した。そのエピソードでは、2年生のリードシンガーとしてダレン・クリスが演じるブレイン・アンダーソンが登場した。また、ケイティ・ペリーの「Teenage Dream」のカバー曲を披露した。この時、ウォーブラーズの俳優はマサチューセッツ州サマービルにあるタフツ大学のア・カペラ部によって提供された音を口パクで歌っていた。
番組に出演しているダレン・クリスとクリス・コルファーがリードを務めた、ウォーブラーズ名義のシングルソングは2011年3月までに130万曲を売り上げた。彼らのファースト・アルバム『Glee: The Music Presents the Warblers』は2011年4月19日にコロムビア・レコードによって発売され、発売第一週目に86,000枚を売り上げ、『US Billboard 200』で2位、『Billboard』のサウンドトラック部門で1位を獲得した。